# Due americane scatenate
Due americane scatenate  (The American Girls) è una serie televisiva statunitense in 11 episodi di cui 6 trasmessi per la prima volta nel corso di una sola stagione nel 1978.

## Trama
Rebecca Tomkins e Amy Waddell sono due giovani reporter che lavoravano per il programma televisivo di news The American Report e viaggiano per gli Stati Uniti su un furgone che funge anche da studio di produzione per le loro storie di denuncia sociale.

## Episodi
| Stagione       | Episodi | Prima TV USA | Prima TV Italia |
| -------------- | ------- | ------------ | --------------- |
| Prima stagione | 11      | 1978-1979    | 1981            |

## Personaggi e interpreti
- Rebecca Tomkins, interpretata da Priscilla Barnes.
- Amy Waddell, interpretata da Debra Clinger.
- Francis X. Casey, interpretato da David Spielberg.
È il produttore del programma The American Report.
- Jason Cook, interpretato da William Prince.
È il conduttore del programma The American Report.

## Produzione
La serie, ideata da Lane Slate, Mike Lloyd Ross e Lee Philips, fu prodotta da Bennett/Katleman Productions e Columbia Pictures Television. Le musiche furono composte da Ken Harrison e Jerrold Immel e Lance Rubin. 
Tra i registi sono accreditati: Tom Blank, Alan Crosland, Alvin Ganzer, Rod Holcomb, Gene Nelson, James D. Parriott, John Peyser, Lee Philips, Robert Sallin.
Tra gli sceneggiatori sono accreditati: Albert Aley, Judy Burns, Gregory S. Dinallo, William Driskill, Richard H. Landau, Simon Muntner, Juliet Law Packer, James D. Parriott, Lee Philips, Mike Lloyd Ross, Lane Slate.

## Distribuzione
La serie fu trasmessa negli Stati Uniti dal 23 settembre 1978  all'11 novembre 1978 sulla rete televisiva CBS e, nel 1979, in syndication.
In Italia la serie è stata trasmessa nel 1981 sulle televisioni locali con il titolo Due americane scatenate.